# 猿川真寿
猿川 真寿（さるかわ まさとし、1979年4月18日 - ）は、競技麻雀のプロ雀士。静岡県静岡市出身、日本プロ麻雀連盟所属（現在、同団体内での段位は七段）。2024-25シーズンまでMリーグ・BEAST X所属。

## 来歴
小学2年生のときに本で麻雀を学ぶ。5歳上の兄と兄の友達と一緒に遊びたい気持ちからだったという。
地元の中高を卒業し、コンピュータ関係の専門学校に進学。麻雀店でのアルバイトを始めた。麻雀に没頭した結果、単位が足りなくなり2年時に中退。麻雀店の社員として働いていた19歳から23歳までの3年半は、年間約3,000半荘打ち込んだ日々が自分の麻雀のベースになっていると語っている。
2001年、20歳のときに日本プロ麻雀連盟に入会（17期）。同期は勝又健志、近藤久春、HIRO柴田、藤島健二郎など。
2008年に第17期麻雀マスターズで優勝。
連盟ではA2リーグ（2013・2014年はA1リーグ）を主戦場とする一方で麻雀最強戦（2013年以降、9回出場中5回ファイナル進出）やRTDリーグ（2017年以降）など、他団体の雀士が集う大会にも積極的に参加し頭角を現す。
2023年6月30日、Mリーグ・2023年シーズンから新参入のBEAST Japanext（現BEAST X）からドラフト1巡目全体1番目で指名され、同年7月5日にはMリーグ機構より契約合意が発表された。同チームには2024-25シーズンまでの計2期所属した。

## 雀風・人物
- 攻撃重視で鳴きも駆使するキレ味鋭い雀風だが、場面によっては独特な切り順から高打点の手に仕上げる事が有り、その雀風を「モンキーマジック」と称されることがある[1]。一方で「プロ雀士サル」という通り名も持つ[1]。
- そのキャラクターから「麻雀界稀代の天才児にして問題児」「昭和最後の破天荒雀士」などと称されることもある[9]。
- 2016年8月に同団体の石田亜沙己との結婚を発表[10][5]。2017年に男児が誕生[5]。
- 2023年5月、赤羽にノーレート麻雀店『mono』をオープンした[11]。
- 趣味は将棋。麻雀と同じ小学2年生、7歳の頃に始めた。高校時代は将棋部に所属[5]。将棋棋士の広瀬章人や瀬川晶司と交流がある[5]。他に推理小説を読むことも多く、好きな作家は東野圭吾と中山七里[5]。

## Mリーグ成績
| シーズン | チーム         | 半荘 | 個人スコア | 個人スコア | 個人スコア | 最高スコア | 最高スコア | 4着回避率 | 4着回避率 | 連対率 | トップ率 | 平均 着順 | 1着 | 1.5 | 2着 | 2.5 | 3着 | 3.5 | 4着 | 参照   |
| シーズン | チーム         | 半荘 | Pt         | 順位       | 平均       | 点         | 順位       | 率        | 順位      | 連対率 | トップ率 | 平均 着順 | 1着 | 1.5 | 2着 | 2.5 | 3着 | 3.5 | 4着 | 参照   |
| -------- | -------------- | ---- | ---------- | ---------- | ---------- | ---------- | ---------- | --------- | --------- | ------ | -------- | --------- | --- | --- | --- | --- | --- | --- | --- | ------ |
| 2023-24  | BEAST Japanext | 29   | 28.4       | 14/36      | 1.0        | 57,100     | 24/36      | 0.7586    | 17T/36    | 48.3%  | 31.0%    | 2.45      | 9   | 0   | 5   | 0   | 8   | 0   | 7   | [ 12 ] |
| 2024-25  | BEAST X        | 24   | ▲402.2     | 33/36      | ▲16.8      | 47,500     | 29/36      | 0.6667    | 27T/36    | 29.2%  | 12.5%    | 2.92      | 3   | 0   | 4   | 0   | 9   | 0   | 8   | [ 13 ] |
| 通算     | 通算           | 53   | ▲373.8     | ▲373.8     | ▲7.1       | 57,100     | 57,100     | 71.7%     | 71.7%     | 39.6%  | 22.6%    | 2.66      | 12  | 0   | 9   | 0   | 17  | 0   | 15  |        |

- 個人賞は規定打荘数（20半荘）以上の選手が対象
- 着順の1.5、2.5、3.5は1着同着、2着同着、3着同着

| シーズン               | チーム                 | 半荘                         | 個人スコア                   | 個人スコア                   | 最高スコア                   | 4着回避率                    | 連対率                       | トップ率                     | 平着                         | 1着                          | 1.5                          | 2着                          | 2.5                          | 3着                          | 3.5                          | 4着                          |                        |
| シーズン               | チーム                 | 半荘                         | Pt                           | 平均                         | 最高スコア                   | 4着回避率                    | 連対率                       | トップ率                     | 平着                         | 1着                          | 1.5                          | 2着                          | 2.5                          | 3着                          | 3.5                          | 4着                          |                        |
| セミファイナルシリーズ | セミファイナルシリーズ | セミファイナルシリーズ       | セミファイナルシリーズ       | セミファイナルシリーズ       | セミファイナルシリーズ       | セミファイナルシリーズ       | セミファイナルシリーズ       | セミファイナルシリーズ       | セミファイナルシリーズ       | セミファイナルシリーズ       | セミファイナルシリーズ       | セミファイナルシリーズ       | セミファイナルシリーズ       | セミファイナルシリーズ       | セミファイナルシリーズ       | セミファイナルシリーズ       | セミファイナルシリーズ |
| セミファイナル通算     | セミファイナル通算     | セミファイナルシリーズ未出場 | セミファイナルシリーズ未出場 | セミファイナルシリーズ未出場 | セミファイナルシリーズ未出場 | セミファイナルシリーズ未出場 | セミファイナルシリーズ未出場 | セミファイナルシリーズ未出場 | セミファイナルシリーズ未出場 | セミファイナルシリーズ未出場 | セミファイナルシリーズ未出場 | セミファイナルシリーズ未出場 | セミファイナルシリーズ未出場 | セミファイナルシリーズ未出場 | セミファイナルシリーズ未出場 | セミファイナルシリーズ未出場 |                        |
| ファイナルシリーズ     | ファイナルシリーズ     | ファイナルシリーズ           | ファイナルシリーズ           | ファイナルシリーズ           | ファイナルシリーズ           | ファイナルシリーズ           | ファイナルシリーズ           | ファイナルシリーズ           | ファイナルシリーズ           | ファイナルシリーズ           | ファイナルシリーズ           | ファイナルシリーズ           | ファイナルシリーズ           | ファイナルシリーズ           | ファイナルシリーズ           | ファイナルシリーズ           | ファイナルシリーズ     |
| ファイナル通算         | ファイナル通算         | ファイナルシリーズ未出場     | ファイナルシリーズ未出場     | ファイナルシリーズ未出場     | ファイナルシリーズ未出場     | ファイナルシリーズ未出場     | ファイナルシリーズ未出場     | ファイナルシリーズ未出場     | ファイナルシリーズ未出場     | ファイナルシリーズ未出場     | ファイナルシリーズ未出場     | ファイナルシリーズ未出場     | ファイナルシリーズ未出場     | ファイナルシリーズ未出場     | ファイナルシリーズ未出場     | ファイナルシリーズ未出場     |                        |
| ---------------------- | ---------------------- | ---------------------------- | ---------------------------- | ---------------------------- | ---------------------------- | ---------------------------- | ---------------------------- | ---------------------------- | ---------------------------- | ---------------------------- | ---------------------------- | ---------------------------- | ---------------------------- | ---------------------------- | ---------------------------- | ---------------------------- | ---------------------- |

## 主な戦績
- 第17期 麻雀マスターズ 優勝
- 麻雀最強戦2021 男子プロ鋭気集中 優勝
- 麻雀最強戦2023 最高勝率決戦 優勝

## 出演

### 映画
- 麻雀最強戦 the movie（2022年11月18日公開、マグネタイズ）監督:原澤遊風[14]

### Vシネマ
- 灼熱の闘牌録！ 鉄火場のシン 卓上に賭けた絆（2014年9月3日、竹書房）監督:松岡孝典 原作:荒正義 - 特別出演[15][16]

### ウェブテレビ
- 天 天和通りの快男児 第2話・第3話 (2018年10月4日、Paravi) - 第2話 ～第12話まで全話一挙配信